# پورتوریکو در المپیک تابستانی ۲۰۲۴
کاروانی المپیکی متشکل از ورزشکاران پورتوریکو در بازی‌های المپیک تابستانی ۲۰۲۴ شرکت کرد. این بازی‌ها از ۲۶ ژوئیه تا ۱۱ اوت ۲۰۲۴ (۵ تا ۲۱ امرداد ۱۴۰۳ خورشیدی) به میزبانی پاریس، پایتخت فرانسه برگزار شد.  این حضور، بیستمین حضور کاروان المپیکی پورتوریکو در بازی‌های المپیک تابستانی بود. همچنین این دوره، چهارمین دورهٔ متوالی بود که آنها دست‌کم یک مدال کسب کردند، که این اتفاق برای نخستین بار برای پورتوریکو در بازی‌های المپیک تابستانی رخ می‌دهد.
پورتوریکو دو مدال برنز کسب کرد که هردوی آنها توسط پرچمداران این کشور، سباستین ریورا و یاسمین کاماچو-کوئین کسب شد. یاسمین، در یک رقابت تنگاتنگ در ۱۰۰ متر با مانع زنان، توانست مدال برنز را به ارمغان آورد. اما سباستین برای کسب مدال برنز، بازی‌های سختی در پیش رو داشت. او در مرحله دوم کشتی ۶۵ کیلوگرم آزاد مردان، در رقابتی نفس‌گیر، مغلوب قهرمان این دوره از بازی‌ها، کوتارو کیوکای ژاپنی شد. با توجه به صعود کوتارو به بازی نهایی، او به شانس‌مجدد راه یافت و در این مسیر، با نتایجی بسیار نزدیک از سد رقبای خود گذشت. او در بازی مدال برنز، توانست تومور-اچیر تولگا از مغولستان را ۱۰–۹ شکست دهد و به مدال برنز این مسابقات نائل آید.
با کسب این دو مدال، کاروان المپیکی پورتوریکو در جایگاه هشتادم این دوره از المپیک قرار گرفت.

## مدال‌آوران
در زیر، فهرست ورزشکاران پورتوریکویی که توانستند به مدال برسند آورده شده است.
| مدال | نام                 | ورزش        | رویداد                | تاریخ  |
| ---- | ------------------- | ----------- | --------------------- | ------ |
| برنز | یاسمین کاماچو-کوئین | دو و میدانی | ۱۰۰ متر با مانع زنان  | ۱۰ اوت |
| برنز | سباستین ریورا       | کشتی        | ۶۵ کیلوگرم آزاد مردان | ۱۱ اوت |

| مدال بر اساس ورزش | مدال بر اساس ورزش | مدال بر اساس ورزش | مدال بر اساس ورزش | مدال بر اساس ورزش |
| ----------------- | ----------------- | ----------------- | ----------------- | ----------------- |
| ورزش              | 1                 | 2                 | 3                 | کل                |
| دو و میدانی       | ۰                 | ۰                 | ۱                 | ۱                 |
| کشتی              |                   | ۰                 | ۱                 | ۱                 |
| کل                | ۰                 | ۰                 | ۲                 | ۲                 |

| مدال‌ها بر اساس جنسیت | مدال‌ها بر اساس جنسیت | مدال‌ها بر اساس جنسیت | مدال‌ها بر اساس جنسیت | مدال‌ها بر اساس جنسیت |
| -------------------- | -------------------- | -------------------- | -------------------- | -------------------- |
| جنسیت                | 1                    | 2                    | 3                    | کل                   |
| مؤنث                 | ۰                    | ۰                    | ۱                    | ۱                    |
| مرد                  | ۰                    | ۰                    | ۱                    | ۱                    |
| مختلط                | ۰                    | ۰                    | ۰                    | ۰                    |
| کل                   | ۰                    | ۰                    | ۲                    | ۲                    |

| مدال‌ها بر اساس تاریخ | مدال‌ها بر اساس تاریخ | مدال‌ها بر اساس تاریخ | مدال‌ها بر اساس تاریخ | مدال‌ها بر اساس تاریخ | مدال‌ها بر اساس تاریخ |
| -------------------- | -------------------- | -------------------- | -------------------- | -------------------- | -------------------- |
| تاریخ                | 1                    | 2                    | 3                    | کل                   |                      |
| ۱۰ اوت               | ۰                    | ۰                    | ۱                    | ۱                    |                      |
| ۱۱ اوت               | ۰                    | ۰                    | ۱                    | ۱                    |                      |
| کل                   | ۰                    | ۰                    | ۲                    | ۲                    |                      |

## شرکت‌کنندگان
شرکت‌کنندگان این کاروان در ورزش‌های زیر به رقابت پرداختند.
| ورزش              | مردان | زنان | مجموع |
| ----------------- | ----- | ---- | ----- |
| تیراندازی با کمان | ۰     | ۱    | ۱     |
| دو و میدانی       | ۳     | ۵    | ۸     |
| بسکتبال           | ۱۲    | ۱۲   | ۲۴    |
| بوکس              | ۱     | ۱    | ۲     |
| شیرجه             | ۰     | ۱    | ۱     |
| گلف               | ۱     | ۰    | ۱     |
| جودو              | ۱     | ۱    | ۲     |
| قایقرانی بادبانی  | ۱     | ۰    | ۱     |
| تیراندازی         | ۰     | ۱    | ۱     |
| اسکیت‌برد          | ۱     | ۰    | ۱     |
| شنا               | ۱     | ۱    | ۲     |
| تنیس روی میز      | ۲     | ۱    | ۳     |
| کشتی              | ۴     | ۰    | ۴     |
| کل                | ۲۷    | ۲۴   | ۵۱    |